# Peziza ampliata
Peziza ampliata är en svampart som beskrevs av Pers. 1822. Peziza ampliata ingår i släktet Peziza och familjen Pezizaceae.  Arten är reproducerande i Sverige. Inga underarter finns listade i Catalogue of Life.